# جواد العناني
جواد العناني، سياسي واقتصادي أردني من أصول فلسطينية. مواليد 1943 في حلحول. شغل عدة مناصب هامة في الدولة كرئيس الديوان الملكي ووزيراً، ومديراً عاماً لمؤسسة الضمان الاجتماعي. شغل منصب نائب رئيس الوزراء للشؤون الاقتصادية ووزير الصناعة والتجارة والتموين في حكومة هاني الملقي الأولى وحكومة هاني الملقي الثانية.

## المؤهلات العلمية
يحمل الدكتور جواد العناني درجة الدكتوراة في الاقتصاد من جامعة جورجيا في الولايات المتحدة الأميركية منذ العام 1975، وكان حصل على درجة الماجستير في الاقتصاد من جامعة فاندربيلت الأميركية ولاية تنيسي عام 1970، ودرجة البكالوريوس من الجامعة الأميركية بالقاهرة عام 1967.

## المناصب
بدأ العناني مسيرته المهنية باحثاً رئيسياً في دائرة البحوث الاقتصادية في البنك المركزي الأردني خلال الفترة (1967- 1977)، ثم وكيلاً لوزارة العمل، ومديراً عاماً للمؤسسة العامة للضمان الاجتماعي خلال الفترة (1977-1979).
- منصب رئيس الجمعية العلمية الملكية خلال الفترة (1986-1989).
- آخر رئيس للديوان الملكي في عهد الملك الحسين بن طلال.
- نائب رئيس الوزراء للتنمية الاجتماعية ووزيراً للخارجية خلال الفترة (1997-1998).
- وزيراً للإعلام ولشؤون رئاسة الوزراء، وشغل عضوية مجلس الأعيان الأردني خلال الفترة 1993-2001.
- في حزيران 2016 وزير الصناعة والتجارة والتموين في حكومة هاني الملقي الأولى إضافة لمنصب نائب رئيس الوزراء للشؤون الاقتصادية.[4] ، واحتفظ بمنصبه في حكومة هاني الملقي الثانية كنائب رئيس الوزراء للشؤون الاقتصادية، لكن استبدلت وزارته حيث أسندت إليه حقيبة وزير دولة لشؤون الاستثمار.[5]
- رئيس المجلس الاقتصادي والاجتماعي: 2012.
- رئيس الديوان الملكي الهاشمي: 1998-1999.
- نائب رئيس الوزراء للشؤون الاقتصادية ووزير للخارجية ورئيس لجنة التنمية الوزارية: 1997-1998.
- وزير الدولة لشؤون رئاسة الوزراء ووزير الإعلام ورئيس لجنة التنمية الوزارية: 1993-1994.
- عضو الوفد الأردني المفاوض لمباحثات السلام ورئيس وفد الأردن لمفاوضات اللاجئين متعددة الأطراف: 1991-1993.
- باحث ومدير مكتب خاص للبحوث والاستشارات: 1985-1986.
- وزير الصناعة والتجارة ووزير السياحة: 1984-1985.
- وزير العمل: 1980-1984.
- وزير التموين: 1979-1980.
- رئيس دائرة البحوث الاقتصادية في البنك المركزي الأردني: 1975-1977.
- رئيس قسم بحوث الاقتصاد الخارجي في البنك المركزي الأردني: 1971-1973.
- باحث اقتصادي في البنك المركزي الأردني: 1967-1969.
- عضو مجلس الأعيان: 1993-2001، وعام 2013.
- رئيس مجلس أمناء جامعة العقبة للتكنولوجيا 2023.